# خلیج کوش‌آداسی

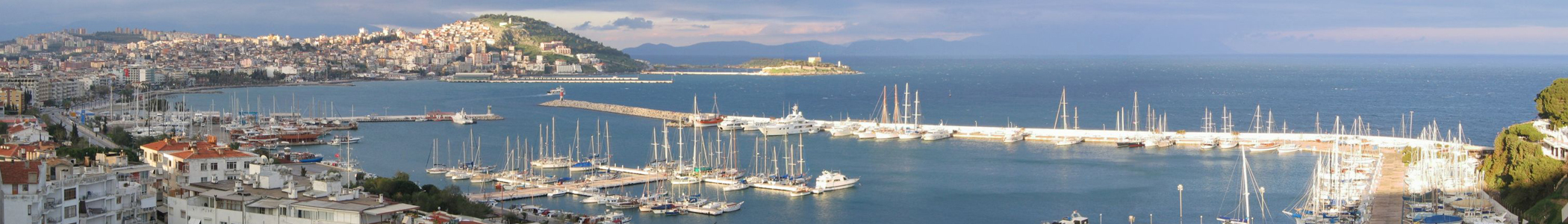
خلیج و بندر کوش‌آداسی.

خلیج کوش‌آداسی (انگلیسی: Gulf of Kuşadası) یک خلیج و تنگه کوچک در دریای اژه است که جزیره یونانی ساموس را از سرزمین اصلی ترکیه جدا می‌کند. کوش‌آداسی یک شهر تفریحی بر سواحل اژه غربی ترکیه در کناره خلیج کوش‌آداسی است. ساموس در یونان با شمال و شرق خلیج کوش‌آداسی هم‌مرز است. خاک اصلی ترکیه با خلیج کوش‌آداسی از غرب هم‌مرز است. 
تنگه میکاله نیز جزیره ساموس را از سرزمین اصلی ترکیه جدا می‌کند و خلیج کوش‌آداسی را به آب‌های جنوب غربی ترکیه و جنوب جزیره ساموس متصل می‌کند.